# Stickstoffselektiver Flammenionisationsdetektor
Der Stickstoffselektive Flammenionisationsdetektor – kurz N-FID – ist ein Detektor für stickstoffhaltige organische Verbindungen (=Kohlenwasserstoffe), der überwiegend in Verbindung mit Gaschromatographen (GC) eingesetzt wird.
Der Aufbau ähnelt dem gewöhnlichen FID (Flammenionisationsdetektor), der weitverbreitet in der Gaschromatographie eingesetzt wird.
Verwandte Geräte:
- Stickstoff-Phosphor-Detektor (NPD)
- FID (Flammenionisationsdetektor)
- PID (Photoionisationsdetektor)
- AFID (Alkali-FID)